# ناحیه عین فکان
ناحیه عین فکان (به عربی: دائرة عین فکان) یک ناحیه‌ در الجزایر است که در استان معسکر واقع شده‌است.